# Andréi Shkuró
Andréi Grigórievich Shkuró (en ruso: Андре́й Григо́рьевич Шкуро́; 7 de febrero de 1886 - 16 de enero de 1947) fue un teniente general del Ejército del Imperio ruso, comandante de caballería, líder y héroe popular cosaco. Nació en la stanitsa Páshkovskaya, junto a Yekaterinodar, Rusia, región de Kuban.
Su padre, el oficial del Ejército Cosaco de Kuban Georgi Shkuró, al pasar al retiro fue nombrado el portavoz del gobierno local de la ciudad de Yekaterinodar (actual Krasnodar). Su madre, Anastasia, era hija de un sacerdote de la iglesia ortodoxa. Al término del Colegio Técnico Aleksandrovskoye de Kuban, Andréi Shkuró ingreso al 3r Cuerpo de Cadetes de Moscú y al término de este ingresa en la Escuela Superior de Caballería Nikolayevskoye en San Petersburgo. Graduado de la Escuela Superior con distinciones, en mayo de 1907 recibe grado de oficial de forma personal de la mano del Emperador de Rusia. Su primera distinción militar, la Orden de San Estanislao de 3r grado, la recibe Andréi Shkuró siendo oficial del Regimiento Ulanski por acciones destacadas en combates con shajsevanos, guerrillas de asaltantes persas.
De carácter extremadamente explosivo y enérgico, en su juventud Andréi Shkuró en más de una ocasión fue sancionado por peleas y riñas. Según sus propias palabras, su destino hubiera podido tener un carácter negativo desde el principio de su carrera militar si no fuera por circunstancias que muy pronto cambiarían e influirían en su comportamiento al conocer a su futura esposa Tatiana, la hija del Director de las escuelas técnicas de la región de Estavropolie, un cosaco acaudalado, heredero y propietario de grandes capitales. “Las condiciones que me impusieron al iniciar el noviazgo tuvieron un efecto inmediato y comencé a tomar la vida con mucho más seriedad y sobriedad” – recuerda Andréi Shkuró.
Durante su viaje de luna de miel, los jóvenes casados recorrieron Europa - Alemania y Bélgica entre otros países. Durante su estadía en Berlín, Andréi Shkuró aprovechó para conocer la industria local de materiales de construcción, específicamente la producción de ladrillos térmicos de cemento (con vacíos en su interior). A su regreso a Kuban de inmediato invierte en la construcción de una fábrica de ladrillos con esta tecnología. Más tarde, con el mismo material elaborado, inicia negocios de construcción, principalmente en ciudad de Yekaterinodar.
Sin embargo, la tranquilidad y negocios exitosos no complacían el carácter inquieto de Andréi Shkuró. Durante sus vacaciones en año 1913, solicita su traslado a Siberia Oriental para encabezar una expedición patrocinada por el Gabinete del Emperador para un trabajo de cartografía de los nuevos yacimientos de oro en la región. Al inicio de la expedición, ya en tierras siberianas, en la ciudad de Chitá, recibe la noticia sobre el inicio de la Primera Guerra Mundial. Andréi Shkuró regresa de forma urgente a Kuban, su región natal.

## Primera Guerra Mundial
A su llegada al frente de guerra, siendo oficial del 3r Regimiento de Jopiorsk, Andréi Shkuró se destaca desde el primer combate donde tiene participación – al mando de una unidad de 17 hombres, Shkuró toma como prisioneros de guerra a 48 húsares y 2 oficiales del ejército enemigo. Por esta acción fue galardonado con la Orden de Santa Ana de 4.º grado y un sable nominativo. Posteriormente participa en numerosos combates, fue herido en muchas ocasiones, siempre regresa a las filas para continuar y encabezar los ataques de sus tropas. Para el año 1914, ya galardonado con Orden de Santa Ana de 2.º grado y armas nominativas de San Jorge, fue ascendido al rango de yesaul (oficial mayor del ejército cosaco).
Por sus acciones y operaciones militares exitosas, comienza a crecer su reputación de mejor oficial, comandante de unidades especiales de reconocimiento no solamente en su división, también a nivel del Ejército. Shkuró presenta al Estado Mayor del Ejército un proyecto para la creación de unidades especiales de guerrilla capaces de actuar en el territorio enemigo y recibe la autorización personal del Emperador Nicolás II. Muy entusiasmado con la idea, yesaul Andréi Shkuró rápidamente inicia la formación de unidades especiales y comienza causar pánico en el interior de las tropas alemanas con sus audaces acciones a las espaldas de las unidades enemigas –vías férreas y puentes destruidos por explosivos, depósitos de arsenales y municiones volados por los aires, unidades de abastecimiento liquidadas. Las noticias sobre sus éxitos sobrevolaban todo el frente. Las autoridades militares alemanas pusieron precio por la cabeza de Andréi Shkuró – 60.000 rublos de la época, por capturarlo vivo o muerto. Las acciones militares de Andréi Shkuró y su heroísmo personal, muy pronto comienzan a tener carácter de leyenda en las filas del Ejército Ruso.
En febrero de 1917, el Ejército Ruso se preparaba para el avance y ataque a lo largo de todo el frente. Reinaba el sentimiento de una pronta y evidente victoria sobre los alemanes. La noticia sobre la abolición y renuncia al trono del Emperador fue recibida por los combatientes y por el mismo Andréi Shkuró como un balde de agua helada. Al mismo tiempo comienzan grandes cambios internos en Rusia de manera paralela y simultánea – Revolución rusa, paz con Alemania, Guerra Civil, caos político, económico y cívico.
En aquel momento Andréi Shkuró se encontraba bajo el mando del conde Keller. Cuando se recibe la noticia sobre la formación del Gobierno Provisorio y Revolucionario, Keller manifiesta al Estado Mayor que no reconocerá a la nueva autoridad sin ser notificado de este acontecimiento personalmente por el Emperador, a quien juró su lealtad. De inmediato el conde Keller fue dado de baja y ordenado a dejar el cargo del comandante de la División. Yesaul Andréi Shkuró traslada a su recién formada unidad especial guerrillera a la estación de ferrocarriles de Kishinev, se embarca con ellos al tren y se dirige a Kuban, su tierra natal.

## Guerra Civil Rusa
A su llegada, después de un descanso de dos semanas, decide llevar sus tropas por ferrocarril a Bakú y posteriormente a Enzeli en las costas del mar Caspio. “Pelearemos con los turcos, con los curdos, con el diablo mismo si es necesario… solamente para no ver estas caras políticas, demagogas e histéricas…” – comenta Andréi Shkuró sobre aquellos días.
En Persia, los comandos de Shkuró se reúnen con las tropas del general N.N.Baratov. Juntos participan en combates contra los turcos y curdos. En esta misma época, sobre las unidades comandadas por Andréi Shkuró comienza a flamear la famosa bandera – la cabeza de lobo y sus colmillos sobre el fondo negro. Los integrantes de sus unidades especiales reciben el apodo de “lobos” por vestir papajas (gorras tradicionales cosacas) grises, elaboradas de piel de lobo.
A mitad del 1917, las tropas del coronel Shkuró y del general Baratov se trasladan al Cáucaso; y, de allí nuevamente a Kuban. En octubre de 1917, Andréi Shkuró es elegido como diputado de La Rada (Parlamento Popular) de Kuban. Participa en sesiones de la Rada y se sorprende que la mayoría absoluta de los representantes cosacos anhelaban la idea de formar la República Independiente Cosaca. Andréi Shkuró demostrativamente se expresa en contra de estos planes, por el contrario manifiesta que si es necesario, estaría dispuesto a luchar con sus tropas por la Monarquía Constitucional. Fue expulsado de La Rada por representar una idea que no compartía el resto de los diputados cosacos.
El mismo mes de octubre de 1917, Andréi Shkuró se contagia con tifus y es hospitalizado por dos meses. Una vez recuperado de la enfermedad, en diciembre del mismo año se traslada con sus tropas al Cáucaso. En 26 del diciembre, al segundo día después de la Navidad sufre un atentado de un grupo revolucionario – disparaban desde el techo de un edificio. La bala atravesó las cartucheras de su cherkeska, penetrándole el pecho, pasando muy cerca del corazón y saliéndole por debajo del brazo izquierdo (atravesando de lado a lado el brazo pero sin tocar el hueso) y dejó cuatro orificios en el cuerpo de Andréi Shkuró. Pese a todo, Shkuró se recupera de las heridas y ahora más convencido de que nunca comienza a formar unidades de guerrilla cosacas, esta vez en contra de los bolcheviques. Rápidamente entra en acción participando en todos los frentes internos de la Guerra Civil Rusa, en el territorio del Cáucaso y de Kuban específicamente. Las leyendas populares sobre Shkuró crecen con cada día, al mismo tiempo sus tropas aumentan en número de cosacos que finalmente comienzan a combatir de forma generalizada contra las tropas de los bolcheviques. Bajo el mando de Andréi Shkuró se reúnen más de 5.000 combatientes cosacos. La magnitud del movimiento guerrillero encabezado por Andréi Shkuró llegó a ser tal, que este proceso le llamaban la “shkurización”, principalmente por representar ideales comprensibles y compartidos por la mayoría cosaca – Fe, Libertad y Lealtad a la Patria.
La naturaleza talentosa y aventurera del coronel Andréi Shkuró podría ser reflejada en un episodio de la Guerra Civil Rusa. Al acercarse a la stanitsa Ptichia, región de Estavropolie, Andréi Shkuró personalmente escribe y envía un ultimátum a las autoridades locales de los bolcheviques. En este curioso documento histórico, el coronel Shkuró exige entregar la ciudad y retirar las tropas del Ejército Rojo en un plazo máximo de 42 horas, en caso contrario amenaza con bombardear las posiciones de los bolcheviques con baterías de artillería pesada. El ultimátum fue entregado en 7 de julio de 1918 y este mismo día los comandantes del Ejército Rojo abandonaron la ciudad junto con todas sus tropas. Sin efectuar un disparo, el coronel Shkuró de manera triunfal entró en la ciudad montando un caballo como libertador glorioso, acompañado de sus “lobos” y recibido con alegría y celebración por los habitantes de la ciudad. Más tarde Shkuró confiesa, que en aquel momento no solamente no tenía baterías de artillería pesada – ni siquiera contaba con al menos un cañón ligero… Este y otros modos de llevar la guerra no fueron bien entendidos por los altos oficiales del Ejército Blanco, licenciados de la Academia de Guerra del Estado Mayor del Imperio ruso. Sin embargo, algunos de ellos se lo tomaban con mucho sentido del humor, como el general Antón Denikin, quien personalmente felicitó a Shkuró por sus iniciativas militares audaces, efectivas y “de bajo costo”, especialmente en relación con pérdidas de vidas humanas.
En noviembre de 1918, Andréi Shkuró recibe el grado de general-mayor. Al mismo tiempo, recibe peticiones populares para ser candidato a Atamán – comandante supremo cosaco. Conociendo la realidad y tendencia que reinaba en La Rada (Parlamento cosaco de Kuban) - abiertamente nacionalista e independentista, lo cual él no compartía -, Shkuró rechazó la propuesta, excusándose con su limitada experiencia en política.
Para el año 1919, los acontecimientos de la Guerra Civil Rusa evidenciaban la superioridad de las tropas del Ejército Rojo en la mayoría de los frentes internos. En enero de 1920, se inició una emigración masiva desde Rusia al Occidente. Miles de civiles y militares de distintas nacionalidades del desaparecido Imperio ruso llegaban en masas desordenadas a los puertos del mar Negro en la península de Crimea con destino a Europa.
En 18 de enero de 1920 se publicó el Decreto N.º 45 del Estado Mayor del Ejército cosaco de Kuban, con el nombramiento del teniente-general Andréi Shkuró como Atamán (Comandante en Jefe) del Ejército de Kuban. Para aquel entonces ya era evidente la derrota del Ejército Blanco en la Guerra Civil. En 4 de enero cayó en manos de los bolcheviques la capital de Kuban, ciudad de Ekaterinodar y con esto las últimas esperanzas de revertir de algún modo la situación.
Preocupado por la suerte y destino de sus fieles cosacos, Shkuró los conduce al puerto de Novorosiysk. Allí tramita la evacuación de las tropas, junto con sus familiares y pertenencias. En esta evacuación se salvan también los estandartes de combate de los regimientos bajo su mando, posteriormente guardados (hasta nuestros días) en el museo fundado por cosacos en el exilio en Nueva Jersey, Estados Unidos.

## En el exilio
Como otros miles de cosacos y rusos, con muchas dificultades Andréi Shkuró llega primero a Constantinopla, después a París, Francia, donde desde hace muchos años antes reside su hermana. En esta época, como muchos otros comandantes en el exilio, escribe un libro – “Anotaciones del Guerrillero Blanco”. Siendo por naturaleza persona inquieta, alegre y emprendedora, no se deprime y no acepta la inactividad – solicita un préstamo al empresario de origen sirio Sakazan y organiza un equipo de equitación compuesto por los cosacos, participa en competiciones, presentaciones ecuestres y gana numerosos premios. El negocio era entretenido y rentable. Empieza a juntar en torno suyo más y más cosacos, para aquel entonces diluidos por toda Europa.
En las cercanías de París, en la poblcación de Monrouge, organiza entrenamientos de su equipo y da clases particulares de equitación. El 25 de mayo de 1925, los jinetes cosacos de Kuban inauguran su primera presentación ecuestre en el estadio “Búfalo”, ante más de 20.000 espectadores. Su primera gira duró un mes. Sin embargo el público nunca disminuía, entusiasmado con el espectáculo esperaba a los cosacos por toda Francia. El equipo de Shkuró inclusive realizó una gira por Inglaterra. De esta manera Shkuró se convertía en el iniciador de un nuevo espectáculo deportivo, promovió el arte ecuestre tradicional cosaco – “dzhigitovka” – , llamó la atención del público europeo sobre el talento de uno de los pueblos de Rusia, despertó simpatías y respeto, e inclusive se levantaron voces dirigidas a las autoridades europeas en solicitud de apoyo y ayuda para los emigrantes rusos.
En enero de 1931, Andréi Shkuró cambia su lugar de residencia y se traslada a Yugoslavia, donde ya se consolidó una gran colonia rusa y la comunidad cosaca local. En Yugoslavia la figura legendaria de Shkuró es recibida con gran alegría, especialmente por los cosacos de Kubán y del Don. Nuevamente rechaza propuestas para entrar en la política, sin embargo con gran entusiasmo inicia las actividades prácticas: consigue un contrato con la conocida empresa de construcción “Batinol”, adjudica licitación de trabajos de construcción de un gran dique de 90 kilómetros de longitud destinado a proteger las ciudades de Zemun, Belgrado y Panchevo de inundaciones provocadas por los desbordes anuales del río Danubio. Bajo gerencia de Shkuró, los trabajos fueron terminados antes de la fecha planificada. Miembros del directorio de la empresa, positivamente sorprendidos con la capacidad de liderazgo de Andréi Shkuró y eficiencia de los equipos de trabajo compuestos fundamentalmente por cosacos y rusos, le entreganl otro gran proyecto. Esta vez se trata de la construcción de un puente para futura línea férrea. Para el sur del país, esta línea férrea tuvo gran importancia económica y estratégica ya que unía a la llamada Serbia Vieja con otras provincias. Además, todos estos proyectos personalmente para Andréi Shkuró eran extremadamente importantes, ya que permitían encontrar y dar empleo e ingresos a los miles de emigrantes cosacos y rusos que se encontraban en condiciones económicas muy difíciles. Posteriormente, los equipos de trabajo liderados por Shkuró participan en la construcción de vías férreas y caminos. Uno de estos, construido en un lugar montañoso y de difícil acceso, hasta ahora es llamado por los serbios como “Camino de Shkuró”.

## Segunda Guerra Mundial
Al inicio de la Segunda Guerra Mundial, el general Shkuró cumplió 53 años, sin embargo, mantiene buena salud y buen ánimo, sobre todo referente a las posibilidades de regresar algún día a Kuban, su tierra patria. Continúa siguiendo con interés los acontecimientos de actualidad internacional, y los avances de las tropas alemanas. Para aquel entonces ya era ocupada Polonia, Dinamarca, Noruega, Luxemburgo, Francia, Grecia y Yugoslavia (en abril de 1941). Con sorpresa recibió la noticia sobre la invasión alemana contra la Unión Soviética. Finalmente, animado por el entonces respetado anciano cosaco del Don de 72 años, ex Atamán de Cosacos del Don, el general de caballería Piotr Krasnov, comparte la idea que para vencer al comunismo que trajo todas las desgracias imaginables a su pueblo, no hay que regatear en medios.
Los líderes cosacos en el exilio solicitan a las autoridades alemanas el visto bueno para la reorganización de unidades militares con el fin de combatir en el frente Oriental contra las tropas del Ejército Rojo. Para ellos era la continuidad en su lucha contra el comunismo y la oportunidad de revertir la situación de la Guerra Civil Rusa. Hitler bien sabía que la propuesta era circunstancial, basada principalmente en objetivos e intereses cosacos de recuperar tierras de Kuban y del Don. Los generales alemanes no veían con buenos ojos la posibilidad de entregar armas a las unidades extranjeras que en cualquier momento podrían convertirse en defensores patrios contra las fuerzas de ocupación, una vez en el territorio soviético. Finalmente, en 1943, después de la derrota del Ejército Alemán en Stalingrado, se autorizó y patrocinó a las formaciones cosacas.
Recién a finales del 1944, el general Andréi Shkuró recibe el mando de una pequeña unidad de reservistas cosacos movilizados en territorios de Yugoslavia, sin embargo sin autorización para trasladarse al frente y participar en combates. Meses después, en la primavera del año 1945, ya era inminente la derrota final de los nazis en la II Guerra Mundial. La unidad comandada por teniente-general Shkuró se encontraban en aquel entonces en territorios de Austria, en la pequeña población de Lienz a donde llegaron para reunirse con otras unidades cosacas. La finalidad consistía en entregarse a las autoridades del Ejército Británico, antiguos aliados de los Ejércitos Cosaco y Blanco del Imperio ruso durante la Guerra Civil Rusa.
En 7 de junio de 1945, las autoridades del Ejército Inglés en una operación llamada Keelhaul, entregaron a las autoridades soviéticas a más de 35.000 emigrantes cosacos y rusos, en su mayoría civiles. Entre los entregados también se encontraban los líderes cosacos Andréi Shkuró, Piotr Krasnov y muchos otros. Todos fueron trasladados a la Unión Soviética, la mayoría con destino a cumplir condenas en los campos de trabajos forzados en Siberia y Asia Central. Otros fueron ejecutados antes del traslado, algunos después una vez en territorios de la URSS. El general Andréi Shkuró fue llevado a Moscú, a la cárcel Lefortovo, junto con el octogenario general Krasnov y después de un breve procedimiento formal efectuado el 16 de enero de 1947, fue sentenciado a la pena de muerte con cumplimiento al día siguiente, en la madrugada del 17 de enero de 1947.